# Waiting for a Star to Fall
Waiting for a Star to Fall ist ein Lied von Boy Meets Girl aus dem Jahr 1988. Das Lied wurde am 10. Juni 1988 als Single veröffentlicht. In Deutschland schaffte es der Titel bis auf Platz 22. Es erreichte im Januar 1989 Platz neun der britischen Charts. In den USA war der Erfolg noch größer, die Single erreichte dort Platz fünf der Billboard Hot 100.
Eine neue Version des Liedes, die drei Jahre später veröffentlicht wurde, erreichte im Vereinigten Königreich erneut die Charts, kam aber nur auf Platz 76.
Das Lied wurde ursprünglich für Whitney Houston geschrieben, aber von ihr abgelehnt. Dann bot man den Song Belinda Carlisle an, die ein Demo des Liedes für ihr Album Heaven on Earth aufnahm. Die Demoaufnahme blieb jedoch zunächst unveröffentlicht. Erst Jahre später wurde sie im Internet veröffentlicht.
Waiting for a Star to Fall wurde 2005 von den Bands Cabin Crew, den Sunset Strippers, Mylo und anderen Interpreten für eigene Songs gesampelt.